# いたずら天使チッポちゃん
『いたずら天使チッポちゃん』（いたずらてんしチッポちゃん）は、1970年3月30日から同年12月31日までフジテレビ系列局で放送されていたフジテレビ・エンタプライズ製作のテレビアニメである。
天界へ戻れなくなった天使チッポが人間界で巻き起こす騒動を描いている。全240話。放送時間は毎週月曜 - 土曜 18:50 - 18:55 （日本標準時）。
フジテレビ・エンタプライズは、本作の最終回をもってセルアニメの製作を終了。替わって同社は、静止画を主とする子供向け番組『みんなよっといで』や動物番組『チンパン大いに笑う』の製作に着手した。

## 声の出演
- チッポちゃん - 一谷伸江
- 大山のぶ代
- 加藤みどり

## スタッフ
- 企画・製作 - フジテレビ・エンタプライズ
- 制作 - 児玉征太郎、平尾ゆりか
- 脚本 - 石黒昇、久保田圭司、安藤豊弘、三宅直子[1]
- 演出 - 青木喬、池野文雄
- 作画 - 新世界映画社、若林忠生、久保田彰三
- 音楽 - 玉木宏樹
- 音響 - 江間敏郎、飛行船スタジオ

## 主題歌
OP　｢いたずら天使チッポちゃん｣
- 作詞 - 不明
- 作曲 - 玉木宏樹
- 歌 - 不明